# Anse-la-Raye
Anse-la-Raye ist ein Fischerdorf im Westen der Insel St. Lucia und Hauptort des gleichnamigen Quarters Anse-la-Raye.

## Name
Der Name bedeutet auf Französisch „Rochen-Bucht“. Während der Französischen Revolution wurde der Name der Stadt in L'Égalité umbenannt.

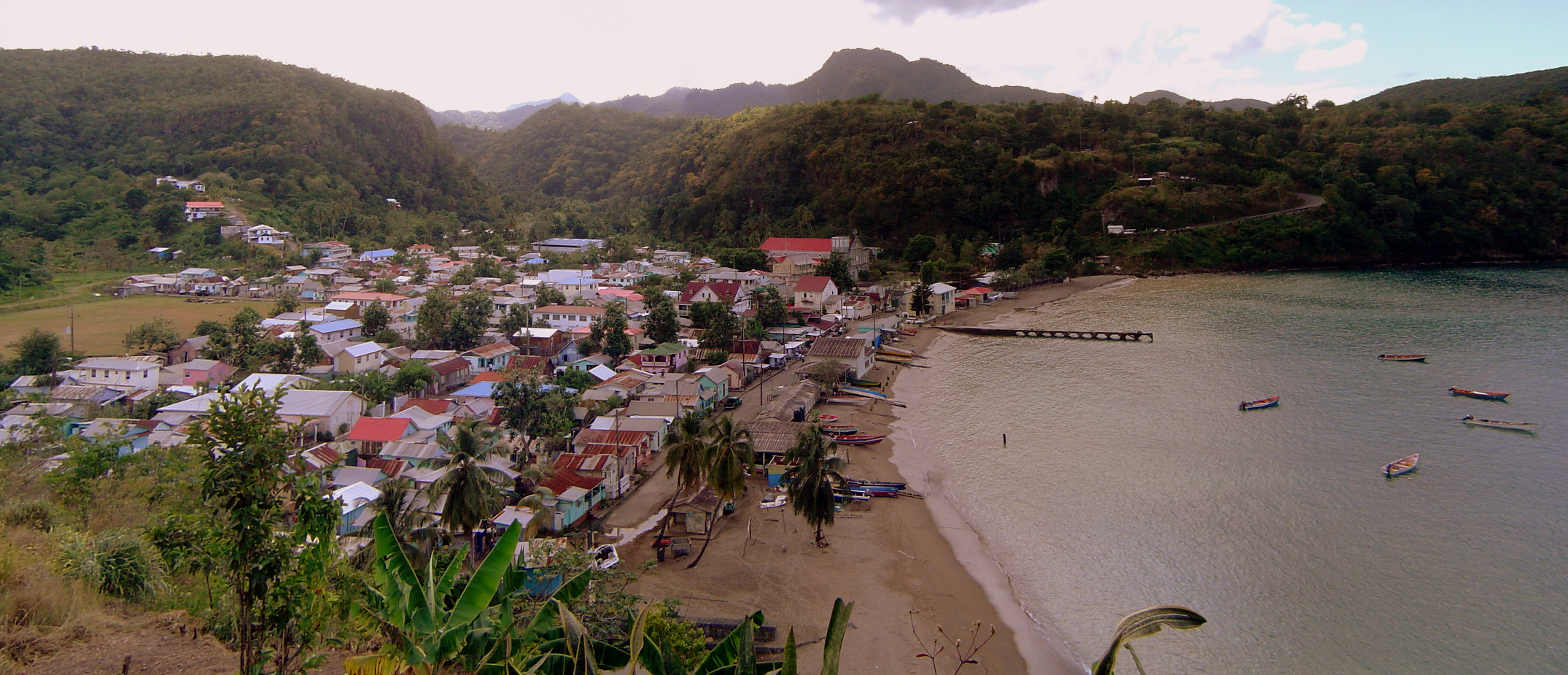
Anse-la-Raye, St. Lucia

## Geographie
Das Dorf hat 1.480 Einwohner und ist somit der sechstkleinste Ort der Insel. Das Dorf besteht aus 100 Jahre alten Häusern, die noch aus der französischen und englischen Kolonialzeit stammen. Sehenswürdigkeiten sind die Anse-la-Raye Falls und die River Rock Falls nahe dem Dorf.
Der Ort ist verwachsen mit seinen Teilorten Au Tabor, Massacré, St. Lawrence und Petite Bourgh.
Direkt am Strand befindet sich der Anse La Raye Fisheries Complex.

## Kultur
Es gibt mehrere Kirchen (Nativity of the Blessed Virgin Mary Catholic Church, Anse La Raye Seventh Day Adventist Church, Sheperd's Rod Seventh Day Adventist Church, Patinece Reformed Baptist Church, Anse La Raye Pentecostal Church) und die katholische Schule Anse La Raye Roman Catholic Primary School.
Im Ort gibt es eine Bibliothek (Anse La Raye Library/ictBuilding), eine Polizeistation und ein Postamt, sowie verschiedene Einkaufsmöglichkeiten und sogar eine Disco.